# 17e régiment de commandement et de soutien
Le 17e régiment de commandement et de soutien  est une unité de l’armée française.

## Création et différentes dénominations
Le 17° Régiment de Commandement et de Soutien a été créé le 1 juillet 1984. Héritier du 17° Bataillon du Train des Equipages (1812-1814) et du 17° Escadron du Train des Equipages (1875-1928).

## Les chefs du17eRCS
1er juillet 1984 : Lt Colonel HASSAN
- 30 juillet 1986: Lieutenant-colonel FOISSEY
- 11 août 1988: Lt colonel LEPELTIER
- 26 juillet 1990: lieutenant-colonel SALIN
- 3 août 1992: Lt Colonel Blanchard
- 19 juillet 1994: lieutenant-colonel VAUTREY
- 30 juillet 1996: Colonel NICAISE

## Drapeau
Le drapeau du régiment ne porte aucune inscription.

## Insigne
Ecu ancien à la bordure d'argent, taillé de sinople et d'émail blanc, changé en cœur de l'insigne de la Force d'action rapide, le tout brochant une roue crénelée d'argent. L'écu est surmonté de l'aigle de l'empire du même[réf. nécessaire]. 

## Historique
Créé le 1er juillet 1984 à Maisons Laffitte, il est l'héritier des 17e Bataillon du Train des Equipages (1812-1814) et 17° escadron du Train des Equipages (1875-1928). Il est dissous le 31 Août 1998.
De 1984 à 1998 il a participé à:
- Opération Daguet en Arabie Saoudite (1990-1991), voir Guerre du Golfe
- Opération Oryx en Somalie (1993)
- Opération Turquoise au Rwanda (1994) (après le Génocide des Tutsi au Rwanda)
- opération Hermine, puis Opération Salamandre en ex-Yougoslavie (1995-1997)
- Force Multinationale de Protection en Albanie (1997), voir Crise albanaise de 1997

## Missions
Régiment de Soutien des Etats-Majors de la Force d'action rapide et de la brigade logistique de d'Armée de Terre. En temps de crise ou de guerre il assure le soutien et la sécurité des centres opérationnels de l'état-major de la Force d'action rapide.